# عصفور شوك رادي
عصفور شوك رادي (الاسم العلمي: Prunella  ocularis) (بالإنجليزية: Radde's  Accentor)‏ هو طائر ينتمي إلى (فصيلة: Prunellidae).